# ۱۳۵۷ (میلادی)
۱۳۵۷ (میلادی) هزار و سیصد و پنجاه و هفتمین سال تقویم میلادی است.

## درگذشتگان
- ملک اشرف چوپانی آخرین پادشاه چوپانی

‎